# 中国驻岘港总领事列表
本列表为中国驻越南岘港（旧称蚬港）領事館、总领事馆历任領事、总领事名录。

## 历任中国驻岘港总领事

### 中华民国驻蚬港领事（1968年－1975年）
1968年9月23日，中華民國駐順化領事館關閉，改設駐蚬港領事館。1975年3月底，蚬港因越共的攻勢陷入混亂，緊急關閉駐蚬港領事館，以領事陳維為首的外交人員撤往當時仍在西貢正常運作的駐越南共和國大使館。5月12日，中华民国外交部宣布驻越南共和国大使馆和驻蚬港领事馆已于4月30日闭馆，並終止與越南共和國之外交關係。
| 姓名   | 任命          | 到任 | 免职          | 离任 | 领事职务 | 备注       | 备注 |
| ------ | ------------- | ---- | ------------- | ---- | -------- | ---------- | ---- |
| 宣棟   | 1968年9月25日 |      | 1970年3月9日  |      | 代领事   | 领事館主事 |      |
| 徐恕椿 | 1970年3月9日  |      |               |      | 代领事   | 领事館主事 |      |
| 陈维   | 1970年7月3日  |      | 1975年5月24日 |      | 领事     |            |      |

### 中华人民共和国驻岘港总领事（2017年至今）
2016年6月27日，中越两国达成协议，中国设立驻岘港总领事馆。2017年10月13日，驻岘港总领事馆开馆。
| 姓名   | 任命 | 到任      | 递交任命书    | 免职 | 离任      | 领事职务 | 备注 | 备注 |
| ------ | ---- | --------- | ------------- | ---- | --------- | -------- | ---- | ---- |
| 郗慧   |      | 2017年3月 | 2017年3月27日 |      | 2021年2月 | 总领事   |      |      |
| 董碧幽 |      | 2021年3月 | 2021年4月6日  | 现任 |           | 总领事   |      |      |